# Daniel Friderici
Pour les articles homonymes, voir Friderici.
Œuvres principales
- Musica Figuralis

Daniel Friderici ou Daniel Friedrich (né à Querfurt en 1584 - mort à Rostock le 23 septembre 1638) est un compositeur et chantre primaire de l'église Saint-Marie de Rostock.

## Biographie
Après de longues études, il est maître de chœur de l'église Sainte-Marie de Rostock.

## Œuvres
Ses compositions sacrées et profanes sont nombreuses et se constituent principalement de chants simples chassant la mélancolie et encourageant la vertu. Daniel Friderici est également l'auteur du traité Musica Figuralis, connu pour ses règles sur le chant et les modes ; il établit que le battement des temps doit être en accord avec les mots du texte, et non imposé par le battement du métronome.
- Sertum Musicale primum oder Erstes Musicalisches Kräntzlein, 1614 ;
- Servia musicalis prima. 1614 ;
- Servia musicalis altera, 1617 ;
- Sertum musicale alterum oder Anderes Musicalisches Kräntzlein, 1619 ;
- Psalmus Regii Prophetae Davidis, 1622 ;
- Bicinia sacra, 1623 ;
- Honores musicales oder newe gantz lustige Ehrenliedlein, 1624 ;
- Amores musicales oder newe gantz lustige und anmutige weltl. Liedlein, 1624 ;
- Viridarium Musicum Sacrum, 1625 ;
- Amuletum musicum contra melancholiam, 1627 ;
- Selige Grab- und Himmels Leiter von sieben Spalten, 1628 ;
- Deliciae iuveniles, 1630 ;
- Hilarodicon das ist: Gantz artige und sehr lustige newe Vinetten oder Wein Liederlein, 1632 ;
- Amores musicales oder newe gantz lustige Amorosische Liedlein, 1633
- Newes gantz lustiges und kurtzweiliges Quodlibet, 1635.

### Écrits
- Musica figuralis oder newe Unterweisung der Singe Kunst, Rostock, 1618.